# Mina Lindbäck
Mina Marina Johanna Lindbäck, född 29 mars 1985, är en svensk skådespelare. 
Lindbäck gick på estetiska programmet på Härnösands gymnasium och studerade därefter vid Stockholms Elementära Teaterskola. Hon medverkade i andra säsongen av humor- och dolda kameran-programmet Raj raj tillsammans med Hedda Gullander, och syns också i tredje säsongen av Kanal 5:s Ballar av stål, där hon spelar karaktären "Måndagsexemplaret".

## Filmografi
- 2010 – Världens starkaste man
- 2011 – Ballar av stål (TV-serie)